# Johann Vierthaler
Johann Vierthaler (* 5. Juli 1869 in München; † 17. November 1957 in Holzhausen am Ammersee) war ein deutscher Bildhauer.
Nach Vorstudien an der Königlichen Kunstgewerbeschule in München studierte er von 1895 bis 1900 an der Akademie der Bildenden Künste bei Syrius Eberle. Er nahm regelmäßig an Ausstellungen im Glaspalast teil und ist vor allem für seine kleinen Bronzefiguren im Jugendstil bekannt.
Seine Arbeiten waren Teil der Skulptur-Veranstaltung im Kunstwettbewerb der Olympischen Sommerspiele 1936 in Berlin. Er nahm auch an der Großen Deutschen Kunstausstellung von 1942 teil.